# Enchelycore anatina
Enchelycore anatina là danh pháp khoa học của một loài cá lịch biển trong họ Muraenidae. Chúng có màu nâu đen, đầu nhọn cùng vùng chẩm lồi lên, mình thon dài và đặc biệt chúng có bộ hàm vô cùng sắc nhọn. Chúng thường sống tập trung ở Địa Trung Hải và vùng nước ấm phía đông Đại Tây Dương ở độ sâu 3-60m. Chúng là những kẻ săn mồi tích cực, luôn tìm kiếm những con mồi trong các rạn san hô như cá, động vật giáp xác để ăn thịt. Đôi khi chúng ẩn nấp trong các vách đá ở độ sâu tới 10m và chờ con mồi đi ngang qua.
Được ghi nhận tại vùng biển ven Azores, Madeira, Canary, Cape Verde, Ascension, Saint Helena, Israel, Hy Lạp và Síp.
Loài cá này có màu vàng tươi khác biệt và hàm thuôn dài chứa nhiều răng dài giống như thủy tinh. Nó đạt tới chiều dài 120 cm (47 in).
Tên gọi phổ biến trong tiếng Anh của loài này là fangtooth moray (cá lịch răng nọc), tiger moray (cá lịch hổ) hay bird-eye conger (cá chình biển mắt chim).